# Taribo West
Taribo West (Port Harcourt, Nigeria, 26 de marzo de 1974) es un exfutbolista nigeriano que se desempeñaba como defensa. Era reconocido por los coloridos y extravagantes peinados que mostró a lo largo de su carrera. Se ha especulado sobre su verdadera edad real tras las declaraciones del presidente del F. K. Partizan Belgrado, Zarko Zacevic, en las cuales aseguró que el jugador mintió sobre su edad al quitarse alrededor de doce años, pasando de tener veintiocho en el momento de jugar para dicho club a cuarenta años. Representó a su país en la Copa Mundial de Francia 1998 y de Japón-Corea 2002, y ganó la medalla de oro en los Juegos Olímpicos de Atlanta 1996.

## Clubes
| Club            | Temporada     | Liga | Liga | Copa | Copa | Copa de la liga | Copa de la liga | Continental | Continental | Otros | Otros | Total | Total |
| Club            | Temporada     | PJ   | G    | PJ   | G    | PJ              | G               | PJ          | G           | PJ    | G     | PJ    | G     |
| --------------- | ------------- | ---- | ---- | ---- | ---- | --------------- | --------------- | ----------- | ----------- | ----- | ----- | ----- | ----- |
| Auxerre         | 1993–94       | 1    | 0    | 0    | 0    | 0               | 0               | 0           | 0           | 0     | 0     | 1     | 0     |
| Auxerre         | 1994–95       | 23   | 0    | 2    | 0    | 1               | 0               | 5           | 0           | 0     | 0     | 31    | 0     |
| Auxerre         | 1995–96       | 22   | 0    | 3    | 0    | 1               | 0               | 4           | 1           | 0     | 0     | 30    | 1     |
| Auxerre         | 1996–97       | 27   | 1    | 3    | 0    | 1               | 0               | 7           | 0           | 0     | 0     | 38    | 1     |
| Internazionale  | 1997–98       | 23   | 1    | 3    | 0    | –               | –               | 8           | 1           | 0     | 0     | 34    | 2     |
| Internazionale  | 1998–99       | 21   | 0    | 4    | 0    | –               | –               | 3           | 0           | 2     | 0     | 30    | 0     |
| Internazionale  | 1999–2000     | 0    | 0    | 0    | 0    | –               | –               | 0           | 0           | 0     | 0     | 0     | 0     |
| Milan           | 1999–2000     | 4    | 1    | 0    | 0    | –               | –               | 0           | 0           | 0     | 0     | 4     | 1     |
| Derby County    | 2000–01       | 18   | 0    | 1    | 0    | 1               | 0               | 0           | 0           | 0     | 0     | 20    | 0     |
| Kaiserslautern  | 2001–02       | 10   | 0    | 2    | 0    | –               | –               | –           | –           | 0     | 0     | 12    | 0     |
| Partizan        | 2002–03       | 11   | 1    | 0    | 0    | –               | –               | 0           | 0           | 0     | 0     | 11    | 1     |
| Partizan        | 2003–04       | 5    | 0    | 0    | 0    | –               | –               | 7           | 0           | 0     | 0     | 12    | 0     |
| Al-Arabi        | 2004–05       |      |      |      |      |                 |                 |             |             |       |       |       |       |
| Plymouth Argyle | 2005–06       | 4    | 0    | 0    | 0    | 1               | 0               | 0           | 0           | 0     | 0     | 5     | 0     |
| Paykan          | 2007–08       | 0    | 0    | 0    | 0    | –               | –               | 0           | 0           | 0     | 0     | 0     | 0     |
| Total carrera   | Total carrera | 169  | 4    | 18   | 0    | 5               | 0               | 34          | 2           | 2     | 0     | 228   | 6     |

## Selección nacional

### Participaciones en Copas del Mundo
| Mundial              | Sede                  | Resultado        |
| -------------------- | --------------------- | ---------------- |
| Copa Mundial de 1998 | Francia               | Octavos de final |
| Copa Mundial de 2002 | Corea del Sur y Japón | Primera fase     |

## Palmarés

### Campeonatos nacionales
| Título           | Club                    | País    | Año  |
| ---------------- | ----------------------- | ------- | ---- |
| Copa de Francia  | A. J. Auxerre           | Francia | 1994 |
| Ligue 1          | A. J. Auxerre           | Francia | 1996 |
| Copa de Francia  | A. J. Auxerre           | Francia | 1996 |
| SuperLiga Serbia | F. K. Partizan Belgrado | Serbia  | 2003 |

### Copas internacionales
| Título                                 | Equipo              | Sede    | Año  |
| -------------------------------------- | ------------------- | ------- | ---- |
| Medalla de oro en los Juegos Olímpicos | Selección nigeriana | Atlanta | 1996 |
| Copa de la UEFA                        | Inter de Milán      | París   | 1998 |